# فيرنر غريغوريتش
فيرنر غريغوريتش (بالألمانية: Werner Gregoritsch)‏ هو لاعب كرة قدم ومدرب كرة قدم نمساوي في مركز الهجوم، ولد في 22 مارس 1958 في غراتس في النمسا. لعب مع غراتزر أي كاي وفيرست فيينا ونادي لينز.

## وصلات خارجية
- فيرنر غريغوريتش على موقع قاعدة بيانات كرة القدم.إي يو (الإنجليزية)
- فيرنر غريغوريتش على موقع Soccerway.com (الإنجليزية)
- فيرنر غريغوريتش على موقع عالم كرة القدم.نت (الإنجليزية)